# Florence Fuller

Florence Fuller

Florence Ada Fuller (* 1867 in Port Elizabeth, Kapkolonie; † 17. Juli 1946 in Gladesville, Australien) war eine australische Künstlerin.

## Leben und Werk
Als Kind siedelte Fuller mit ihrer Familie nach Melbourne über, wo sie von ihrem Onkel Robert Hawker Dowling und Jane Sutherland unterrichtet wurde. Sie besuchte dort die National Gallery of Victoria Art School und wurde Ende der 1880er Berufsmalerin. 1892 verließ sie Australien und reiste zunächst nach Südafrika, wo sie für Cecil Rhodes malte. Einige seiner letzten Porträts stammen von ihr. Danach studierte sie in Europa. Zwischen 1895 und 1904 wurden ihre Werke auf dem Pariser Salon und in der Royal Academy in London ausgestellt.

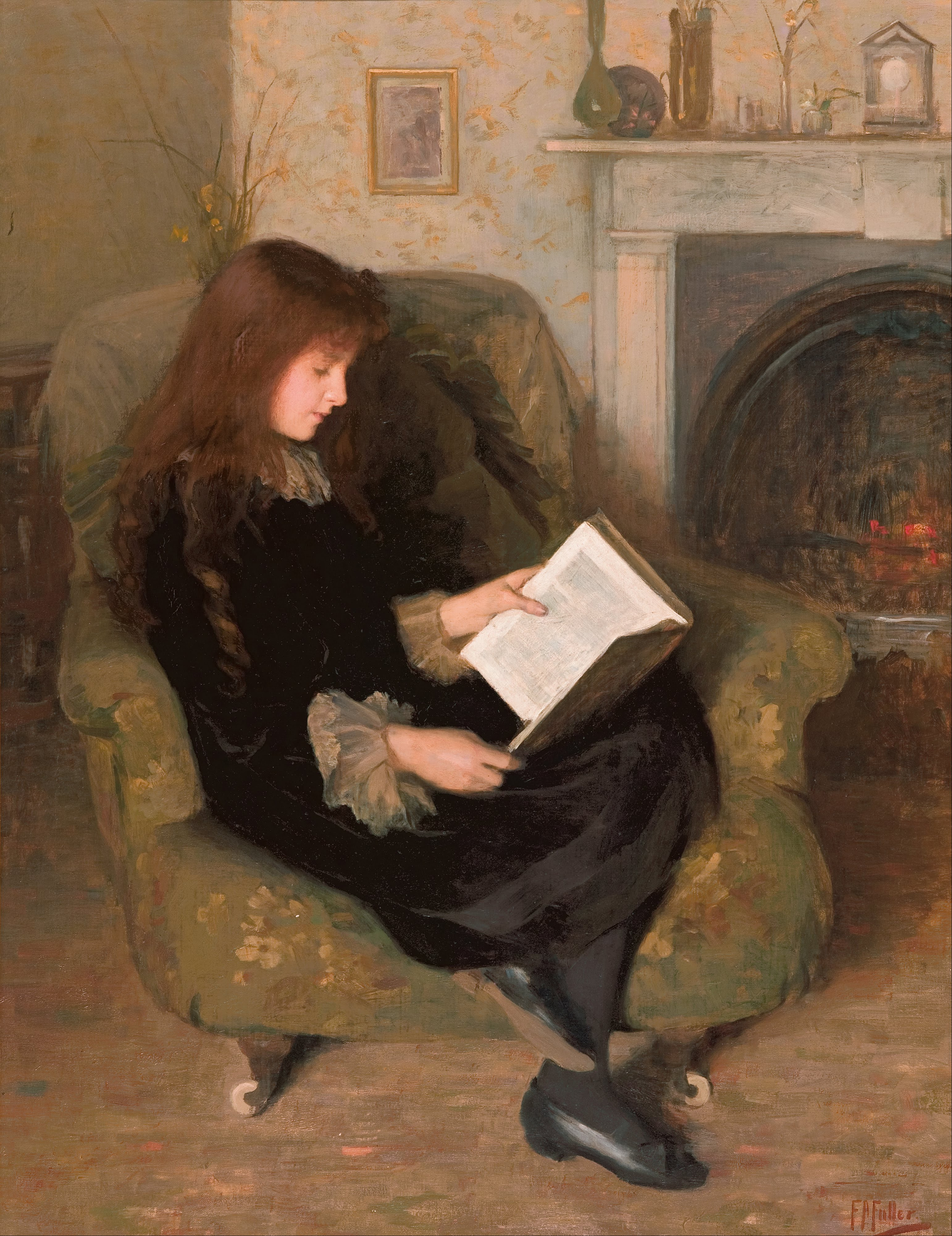
Florence Fuller: Inseparables, um 1900

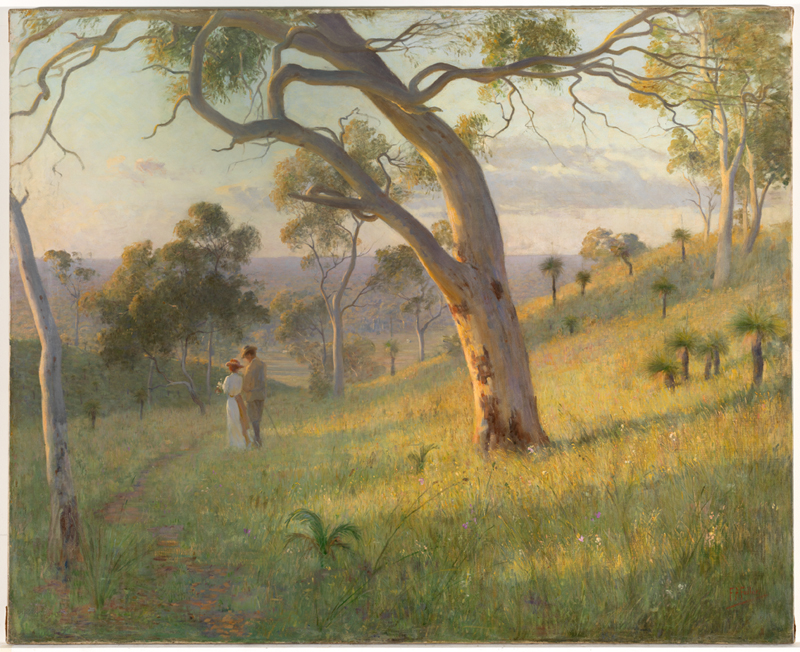
Florence Fuller: Golden Hour, 1905

1904 kehrte sie nach Australien zurück und lebte fortan in Perth. Sie wurde in der Theosophischen Gesellschaft aktiv und malte einige ihrer bekanntesten Werke, darunter A Golden Hour. Ab 1908 reiste sie viel umher, lebte zeitweise in Indien und England, bevor sie wieder nach Australien zurückkehrte und sich bis zum Ende ihres Lebens in Sydney niederließ. Dort unterrichtete sie Aktzeichnen an der School of Fine and Applied Arts, die 1920 von der New South Wales Society of Women Painters gegründet wurde.
Fuller malte vor allem Porträts und Landschaften. 1914 wurden ihre Bilder in drei australischen und einer südafrikanischen Galerie gezeigt, womit sie eine der meist ausgestellten australischen Malerinnen ihrer Zeit war. Danach geriet sie in Vergessenheit und wurde häufig in Nachschlagewerken über australische Künstler weggelassen. Heute finden sich ihre Gemälde in vielen australischen Kunstsammlungen wieder (Art Gallery of South Australia, Art Gallery of Western Australia, National Gallery of Australia, National Gallery of Victoria und National Portrait Gallery).

## Werke
- Inseparables (1900)
- Summer Breezes (1904)
- Golden Hour (1905)
- Portrait of Deborah Vernon Hackett (ca. 1908)